# Geelrugketellapper
De geelrugketellapper (Pogoniulus coryphaea; synoniem: Pogoniulus coryphaeus) is een vogel uit de familie Lybiidae (Afrikaanse baardvogels).

## Verspreiding en leefgebied
Deze soort komt voor in zuidwestelijk Afrika en in het westen en centrum van Centraal-Afrika. De soort telt drie ondersoorten:
- P. c. angolensis: het westelijke deel van Centraal-Angola.
- P. c. coryphaea: zuidoostelijk Nigeria en zuidwestelijk Kameroen.
- P. c. hildamariae: oostelijk Congo-Kinshasa, Rwanda en zuidwestelijk Oeganda.